# 李琳 (洪武進士)
李琳，字士榮，福建福州連江人，明朝政治人物，洪武乙丑進士。

## 生平
洪武十七年（1384年），中式福建甲子乡试。洪武十八年（1385年）聯捷乙丑科進士，任瓊山縣知縣。